# Youthquake (album)
Youthquake è il secondo album del gruppo britannico Dead or Alive, pubblicato dall'etichetta discografica Epic Records su Long Playing (catalogo EPC 26420) e musicassetta (EPC 40-26420) e CD (EK 40119, 746 4 40119 2) nel 1985 e prodotto interamente dal trio Stock, Aitken & Waterman, anticipato dal singolo You Spin Me Round (like a Record) del 1984.
| Recensione | Giudizio |
| ---------- | -------- |
| AllMusic   | [ 3 ]    |

## Descrizione
Il titolo è composto dalle parole "youth" (gioventù) e da "quake" (tremito) che rimanda a "earthquake" (terremoto): quindi se "earthquake" è il tremito della terra, "youthquake" può intendersi come il tremito delle giovani generazioni che spingono per potersi affermare.
La copertina dell'album è uno scatto del celebre fotografo di moda Mario Testino.

## Successo e classifiche
Unico album del gruppo ad essere entrato nella Top10 UK, globalmente ha venduto oltre 2 milioni di copie, risultando il più venduto della band. 
Ebbe notevole successo pure nel resto d'Europa e oltreoceano, soprattutto per merito del singolo You Spin Me Round (like a Record), entrato nei primi dieci in molti paesi, ma anche degli altri singoli estratti, che raggiunsero posizioni di rilievo soprattutto nel Regno Unito: In Too Deep 14°, Lover Come Back to Me 11° e My Heart Goes Bang 23°.
| Classifica (1985) |                          | Posizione massima | Settimane in classifica |
| ----------------- | ------------------------ | ----------------- | ----------------------- |
| Canada            | Canada (bandiera)        | 8                 | —                       |
| Regno Unito       | Regno Unito (bandiera)   | 9                 | 15                      |
| Svizzera          | Svizzera (bandiera)      | 10                | 7                       |
| Italia            | Italia (bandiera)        | 18                | —                       |
| Germania          | Germania (bandiera)      | 24                | 10                      |
| Svezia            | Svezia (bandiera)        | 29                | 5                       |
| Billboard 200     | Stati Uniti (bandiera)   | 31                | —                       |
| Paesi Bassi       | Paesi Bassi (bandiera)   | 37                | 1                       |
| Nuova Zelanda     | Nuova Zelanda (bandiera) | 43                | 3                       |

## Tracce
Testi e musiche: Dead or Alive.
1985 - LP originale
Lato A
1. You Spin Me Round (like a Record) – 3:20
2. I Wanna Be a Toy – 3:57
3. D.J. Hit That Button – 3:27
4. In Too Deep – 4:09
5. Big Daddy of the Rhythm – 3:24

Lato B
1. Cake and Eat It – 4:41
2. Lover Come Back to Me – 3:07
3. My Heart Goes Bang (Get Me to the Doctor) – 3:10
4. It's Been a Long Time – 8:02

1985 - MC e CD originali, 1994 - riedizione in CD
Aggiunge un brano alla fine di ciascun lato dell'edizione precedente, mantenendo invariati l'ordine e la durata delle altre tracce:
1. You Spin Me Round (like a Record) (Performance mix) – 7:25

1. Lover Come Back to Me (exteded version) – 5:24

Durata totale versione in CD: 50:06

## Formazione
- Pete Burns - voce
- Steve Coy - batteria
- Tim Lever - tastiere
- Mike Percy - basso